# Miłość (film 2012)
Miłość (fr. Amour) – film fabularny w reżyserii Michaela Hanekego, zwycięzca Złotej Palmy dla najlepszego obrazu podczas 65. Międzynarodowego Festiwalu Filmowego w Cannes. Światowa premiera filmu odbyła się właśnie w Cannes, gdzie pierwsza publiczna projekcja miała miejsce 20 maja 2012. Polska premiera miała miejsce 2 listopada 2012. Obraz zdobył Oscara dla najlepszego filmu nieanglojęzycznego.

## Opis fabuły
Małżeństwo osiemdziesięciolatków, nauczycieli muzyki, żyje w dużym mieszkaniu w Paryżu. Ich życie zmienia się radykalnie, kiedy Anne zostaje sparaliżowana i musi poruszać się na wózku inwalidzkim. Jej mąż, Georges, nie radzi sobie z postępującą chorobą żony, samotnością i niezrozumieniem córki. Mimo że kocha żonę, a być może właśnie dlatego, w desperacji, decyduje się na skrócenie jej cierpień. Jak mówi sam Haneke, inspiracją do napisania scenariusza „Miłości” była historia umierającej osoby z jego rodziny.

## Obsada
- Jean-Louis Trintignant jako Georges
- Emmanuelle Riva jako Anne
- Isabelle Huppert jako Eva
- Alexandre Tharaud jako Alexandre
- William Shimell jako Geoff
- Ramón Agirre jako mąż dozorczyni
- Rita Blanco jako dozorczyni
- Carole Franck jako pielęgniarka
- Dinara Droukarova jako pielęgniarka
- Laurent Capelluto jako policjant
- Jean-Michel Monroc jako policjant
- Suzanne Schmidt jako sąsiadka
- Damien Jouillerot jako pielęgniarz
- Walid Afkir jako pielęgniarz

i inni